# Referendum im Iran 1963

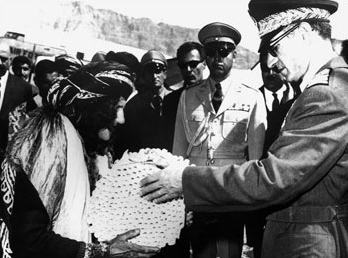
Mohammad Reza Pahlavi bei der Übergabe von Landbesitzurkunden

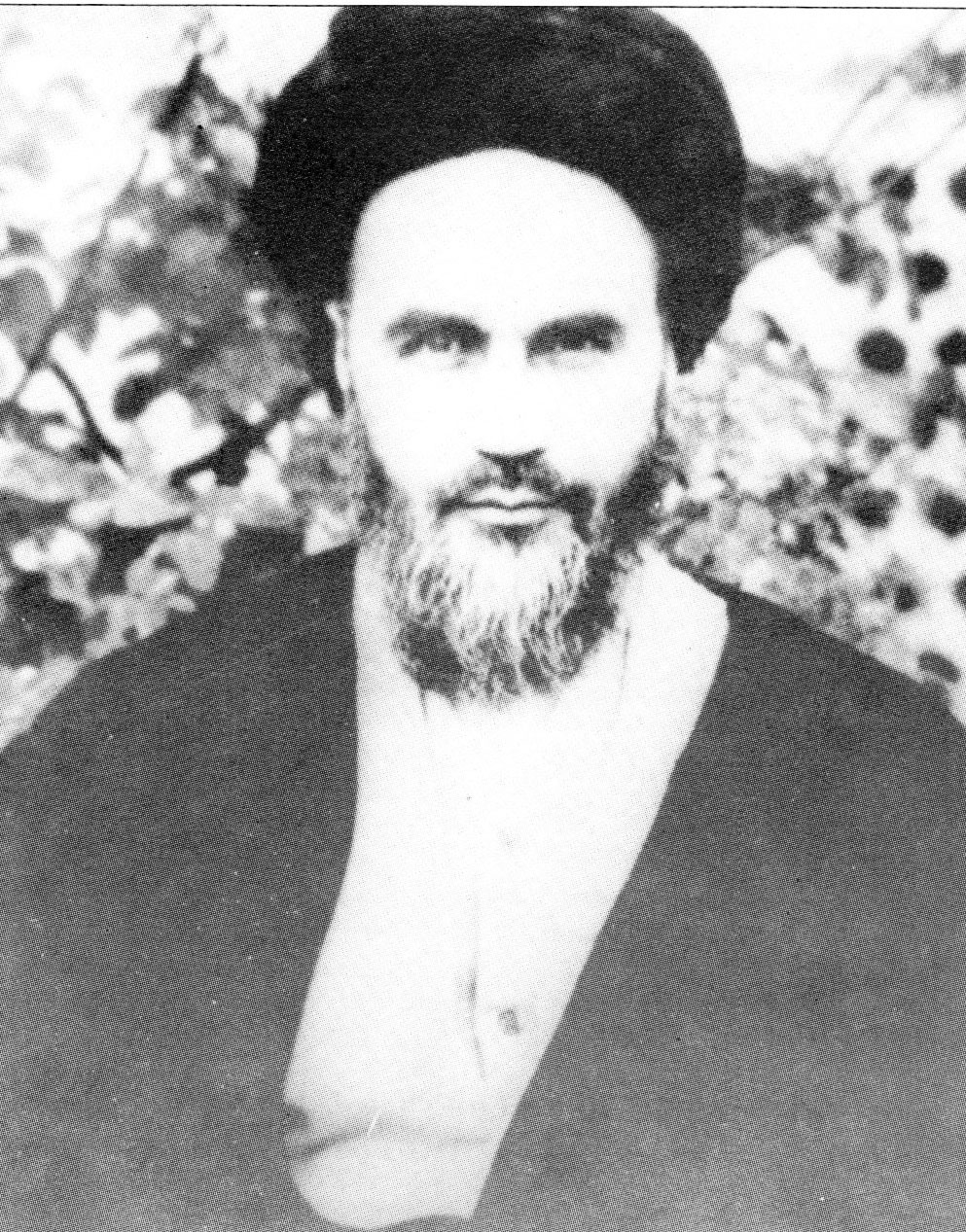
Ruhollah Chomeini, 1963

Das Referendum im Iran 1963 war eine Volksabstimmung über die Weiße Revolution des Iran. Schah Mohammad Reza Pahlavi ließ sich sein 6-Punkte-Programm durch ein Referendum am 26. Januar 1963 bestätigen.
Die Großgrundbesitzer und Kleriker, allen voran Ruhollah Chomeini, waren gegen eine Volksabstimmung und riefen zum Boykott auf.

## Ergebnis und Folgen
|       | Stimmen   | %     |
| ----- | --------- | ----- |
| Ja    | 5.589.711 | 99,93 |
| Nein  | 4.115     | 0,07  |
| Summe | 5.593.826 | 100 % |

Durch die Zustimmung der Iraner zu den geplanten Reformvorhaben konnten folgende Reformen umgesetzt werden:
1. Abschaffung des Feudalsystems und Verteilung des Ackerlandes von Großgrundbesitzern an Bauern
2. Verstaatlichung aller Wälder und Weideflächen
3. Privatisierung staatlicher Industrieunternehmen zur Finanzierung der Entschädigungszahlungen an die Großgrundbesitzer
4. Gewinnbeteiligung für Arbeiter und Angestellte von Unternehmen
5. Allgemeines aktives und passives Wahlrecht für Frauen
6. Bekämpfung des Analphabetentums durch den Aufbau eines Hilfslehrerkorps[4]

Ruhollah Chomeini opponierte nach dem Referendum gegen die Reformen und griff am 3. Juni 1963 den Schah persönlich an. Der Aufruf Chomeinis gegen die Reformen führte zu Unruhen im Iran im Juni 1963 und zu dessen Verhaftung.